# Денчик Микола Федорович
Мико́ла Фе́дорович Де́нчик (нар. 1 травня 1920 — пом. 24 серпня 1996) — радянський військовий льотчик часів Другої світової війни, заступник командира ескадрильї 64-го гвардійського винищувального авіаційного полку 4-ї гвардійської винищувальної авіаційної дивізії 1-го гвардійського винищувального авіаційного корпусу 15-ї повітряної армії Брянського фронту, гвардії старший лейтенант. Герой Радянського Союзу (1944).

## Життєпис
Народився 1 травня 1920 року в селищі Вільшани, Дергачівського району Харківської області, в селянській родині. Українець. Закінчив 7 класів і школу ФЗУ в Харкові. Працював слюсарем на паровозобудівному заводі, одночасно навчався в аероклубі.
До лав РСЧА призваний у 1940 році. У 1941 році закінчив Чугуївське військове авіаційне училище льотчиків.
Учасник німецько-радянської війни з червня 1941 року. Воював у складі 33-го (03.1942-09.1942), 910-го (12.1942-05.1943) та 64-го гвардійського винищувальних авіаційних полків на Південно-Західному, Північно-Західному, Брянському, 2-му і 1-му Прибалтійських та 1-му Білоруському фронтах. Літав на майже всіх типах тогочасних винищувачів. Член ВКП(б) з 1942 року.
Всього за роки війни здійснив 534 вдалих бойових вильоти, провів понад 80 повітряних боїв, у яких збив особисто 19 й у складі групи — 3 літаки супротивника.
У 1946 році майор М. Ф. Денчик вийшов у запас. Мешкав і працював у Харкові. Помер 24 серпня 1996 року. Похований на харківському міському кладовищі № 2.

## Нагороди
Указом Президії Верховної Ради СРСР від 4 лютого 1944 року «за зразкове виконання бойових завдань командування на фронті боротьби з німецькими загарбниками та виявлені при цьому відвагу і героїзм», гвардії старшому лейтенантові Денчику Миколі Федоровичу присвоєне звання Героя Радянського Союзу з врученням ордена Леніна і медалі «Золота Зірка» (№ 2819).
Також нагороджений трьома орденами Червоного Прапора (28.05.1942, 19.07.1943, 30.01.1945), двома Вітчизняної війни 1-го ступеня (02.08.1943, 11.03.1985) і медалями.